# Vitrinella hemphilli
Vitrinella hemphilli is een slakkensoort uit de familie van de Tornidae. De wetenschappelijke naam van de soort is voor het eerst geldig gepubliceerd in 1913 door Vanatta.